# Museo cileno di arte precolombiana
Il Museo cileno di arte precolombiana è dedicato allo studio e alla conservazione delle opere d'arte e dei manufatti di era precolombiana dell'America centrale e dell'America del sud. Il museo si trova a Santiago del Cile ed è stato fondato nel dicembre del 1981 da Sergio Larraín García-Moreno, famoso architetto e collezionista di antichità.

## Edificio
Il museo è ospitato nel Palacio de la Real Aduana, costruito tra il 1805 e il 1807. 
Si trova a un isolato a ovest di Plaza de Armas e vicino al Palacio de los Tribunales de Justicia de Santiago e all'ex Palazzo del Congresso Nazionale.
Nel gennaio 2014, grazie alla collaborazione con Minera Escondida e BHP Billiton, il museo ha inaugurato una nuova ala progettata dall'architetto cileno Smiljan Radic che ha comportato un ampliamento del 70% dell'area, aumentando gli spazi espositivi, i depositi e il laboratorio di conservazione.

## Storia
Per più di cinquant'anni, l'architetto e filantropo cileno Sergio Larraín García-Moreno ha costituito un'importante collezione di oggetti precolombiani. Seguendo criteri rigorosamente estetici e non antropologici, Larraín ha messo insieme una collezione completa di oggetti che insieme rappresentano un'arte propriamente americana.
Durante gli anni '70, Larraín commissionò all'avvocato Julio Philippi la creazione di un modello giuridico in modo da creare un'istituzione che ospitasse gli oggetti della collezione precolombiana. Da qui la nascita della Fondazione Famiglia Larraín Echeñique, con l'obiettivo di creare un museo orientato alla cura, allo studio e alla diffusione di questa collezione.
All'inizio degli anni '80, la Fondazione ha stipulato un accordo con il Comune di Santiago per pagare le infrastrutture e le spese generali del Museo, che ha aperto le sue porte per la prima volta nel dicembre 1981.
Il museo oggi ospita opere d'arte uniche che dimostrano la diversità culturale americana, mettendo in risalto la sua preziosa collezione tessile andina, con pezzi di oltre 3000 anni, mummie Chinchorro, le più antiche del mondo, opere in ceramica, metallo e pietra, vere opere d'arte dei Maya, degli Aztechi, delle culture andine, degli antichi popoli dell'Amazzonia e dei Caraibi, e un'eccezionale collezione d'arte delle società che si trovavano nell'attuale territorio cileno.